# Elachyophtalma keiensis
Elachyophtalma keiensis är en fjärilsart som beskrevs av Rothschild 1920. Elachyophtalma keiensis ingår i släktet Elachyophtalma och familjen silkesspinnare. Inga underarter finns listade i Catalogue of Life.